# Raptor: Call of the Shadows
Raptor: Call of the Shadows è uno sparatutto a scorrimento per PC, realizzato dalla Cygnus Studios (attualmente Mountain King Studios) e pubblicato dalla Apogee Software nel 1994. Sul sito ufficiale del gioco è disponibile una versione shareware, in cui si può però giocare solo al primo settore, il Bravo Sector.

## Trama
Secondo la storia del gioco, "il protagonista sarà in futuro un pilota mercenario dell'aereo ad alta tecnologia Raptor, e sarà impegnato in missioni interplanetarie per sconfiggere i rivali dell'azienda MegaCorps".

## Modalità di gioco
È ad un solo giocatore, e come in tutti gli shoot 'em up comprende molti nemici da uccidere, per terra e per cielo. Alla fine di ogni livello, e spesso a metà dei livelli più difficili, c'è un boss di maggiori dimensioni e contro cui occorre sparare finché la sua energia non si esaurisce.
Per ogni bersaglio distrutto il giocatore riceve soldi, in proporzione alla pericolosità dell'avversario sconfitto. Molti degli obiettivi terrestri (edifici, veicoli, torrette) possono anch'essi essere distrutti, con conseguente aumento di punteggio e soldi a disposizione. Tra nuovi livelli e settori, il giocatore può usare i soldi guadagnati per selezionare e comprare 16 differenti armi e protezioni (missili, laser, bombe, "scudi di energia").
Il gioco è diviso in tre "settori", che corrispondono a diversi episodi: Bravo Sector, Tango Sector ed Outer Regions, ognuno con nove livelli chiamati "waves" (onde). I livelli di difficoltà sono quattro, “Training”, “Rookie”, “Veteran” ed “Elite”.

### Episodi

#### Bravo Sector
Il Bravo Sector è il settore più facile e "generico". Partendo dalla costa e poi muovendosi verso il continente, si scopre che molti dei bersagli sono basi ed installazioni militari, e che il terreno è in gran parte arido con pochi fiumi e foreste. L'ambiente suggerisce che la missione si svolge in Medio Oriente, anche perché si vedono all'inizio molti silos pieni di petrolio, e nel finale un deposito di carri armati. Nell'ultimo livello il giocatore vola di là delle coste, per cercare di distruggere una piattaforma dell'azienda Lithos Petroleum. Tuttavia non è spiegato perché la Lithos sia anch'essa una rivale, benché si pensi che sia schierata sia contro il protagonista che contro la MegaCorps.

#### Tango Sector
Il Tango Sector è con più ambientazioni, diverse da un livello all'altro. Qui l'aereo Raptor si ritrova a volare tra ambienti umidi, fattorie, giungle, città e basi di aerei militari. Nel livello finale, dopo la distruzione di un antico tempio, il giocatore deve fare a pezzi un gigantesco aereo da combattimento capace di dividersi in tre aerodine separate e dotate di laser e missili.

#### Outer Regions
Nel settore Outer Regions, l'aereo Raptor viaggia per più pianeti; così ci si ritrova su un corpo lunare, un pianeta rosso simile a Marte, un mondo ricoperto di ghiaccio, una terra irta di vulcani e, nell'ultimo livello, una stazione spaziale.

#### Night wave
Il Tango Sector e l'Outer Regions hanno ognuno un livello speciale "Night wave", con proprio sfondo musicale oscuro. Il livello notturno nel Tango Sector, il numero 8, è una città illuminata; nelle Outer Regions è invece il "lato oscuro" della Luna.

### Armi e potenziamenti
Il giocatore inizia con un aereo dotato solo di mitragliatrice, e può essere in grado di ottenere soldi ed armi a sufficienza per rendere il Raptor più potente nei livelli successivi. Ci sono due tipi di armi: il primo è sempre attivo e spara ogni volta che è premuto il tasto corrispondente, il secondo è sempre selezionabile. Esistono tre tipi fissi/attivi di armi e dieci selezionabili, e queste ultime possono sparare solo una per volta e non nello stesso tempo.
Le due torrette sono i tipi più caratteristici di armi selezionabili. La Torretta Laser è una delle armi più veloci ed accurate, perché colpisce automaticamente i bersagli aerei su ogni parte dello schermo. La Minimitragliatrice Automatica spara due scie di proiettili a ripetizione, che colpiscono automaticamente tutti i tipi di bersagli (aerei e terrestri) su ogni parte dello schermo. Il Raggio della Morte e il Laser Gemello sono armi ad energia, i cui raggi danneggiano molto fortemente (o distruggono all'istante) tutti i tipi di bersagli.
Esiste anche una potente arma multibersaglio, la Megabomba, che può essere lasciata volare sullo schermo per poi distruggere tutti i bersagli in più direzioni. Il giocatore può usare al massimo solo cinque megabombe.
Se il Raptor subisce pesanti danni da bombardamento od urto, viene persa una certa quantità di energia o addirittura una delle armi.
La navicella Raptor è protetta da 100 punti regolari di energia, che possono essere recuperati molto lentamente e solo se il giocatore non spara. Inoltre la protezione non si ricarica nel livello di difficoltà “Elite”. Gli Scudi Fasici possono fornire più energia al Raptor, ma a differenza della protezione regolare non si ricaricano. Tuttavia possono essere riparati, insieme alla navicella, raccogliendo Moduli di Energia. Il numero massimo di Scudi Fasici acquistabili è di 5, ma accumulandone altri durante la partita, è possibile portare il quantitativo massimo a 11.
Un giocatore può restare in un livello anche fino al ritrovamento di un'arma, e può anche abbandonare il livello e venderla, in modo da accumulare soldi a sufficienza per comprare armi più costose e potenti. Tuttavia non possono essere ricevuti soldi da distruzione dei bersagli, se il livello non viene completato.